# خويغان عليا
خويغان عليا (بالفارسية: خویگان علیا) هي قرية تقع في قسم برف انبار الريفي في إيران. يقدر عدد سكانها بـ 1,391 نسمة .